# Wilfried Harms
Wilfried Harms (* 3. Januar 1941 in Oldenburg (Oldb); † 18. Juli 2025) war ein deutscher Autor und Heimatforscher, der überwiegend in niederdeutscher Sprache, aber Sachtexte auch auf Hochdeutsch veröffentlicht hat.

## Leben und Wirken
Harms wuchs in Oldenburg auf und lebte ab 1983 in Wiefelstede im niedersächsischen Landkreis Ammerland. Beruflich war er ab 1958 zunächst im mittleren Postdienst und später im gehobenen Fernmeldedienst beim Fernmeldeamt Oldenburg, zuletzt in der Funktion des Schwerbehindertenvertreters, beschäftigt.
Ehrenamtlich betätigte er sich zunächst fast zwanzig Jahre lang in der Gewerkschaftsarbeit. So war er in der Deutschen Postgewerkschaft u. a. Amtsgruppenvorsitzender und stellvertretender Bezirksvorsitzender. Von 1985 bis 1996 engagierte er sich in der Kommunalpolitik und war von 1991 bis 1996 Mitglied im Rat der Gemeinde Wiefelstede. Von 1987 bis 1996 war er Vorsitzender des SPD-Ortsvereins Wiefelstede sowie von 1991 bis 1995 Vorsitzender des SPD-Unterbezirks Ammerland.
Ab Ende der 1980er-Jahre widmete er sich insbesondere der Pflege und dem Erhalt der plattdeutschen Sprache sowie heimatkundlichen Aktivitäten. Neben dem Organisieren von plattdeutschen Veranstaltungen (Nutteler Kaminabende, „All so wat up Hoch un Platt“, „Plattdüütsch in’t inForum“ u. a.) war er Autor und Herausgeber von plattdeutschen Büchern. Darüber hinaus veröffentlichte er zahlreiche heimatkundliche Werke, beispielsweise ein Werk zur 950-jährigen Geschichte der St. Johannes-Kirche in Wiefelstede.
Harms war Gründungsmitglied des Vereins „Heimatmuseum Wiefelstede“ und hatte insbesondere die dortige „Heimatkundliche Bibliothek“ mit aufgebaut. Unter anderem organisierte er die Ausstellungen „August Hinrichs“ (1999), „Us Ollnborger Land – Federzeichnungen und Aquarelle von Fritz Hibbeler“ (1999) sowie „Fritz Hibbeler: Bilder aus der Oldenburger Heimat“ (2011).
Im Jahr 2005 wurde er für sein ehrenamtliches Engagement von der Gemeinde Wiefelstede geehrt, 2019 wurde er zum Bürgerfest des Bundespräsidenten auf Schloss Bellevue eingeladen.

## Veröffentlichungen
- Kortgood von Georg Theilmann. Isensee, Oldenburg 1997, ISBN 3-89598-432-9.
- Wi laat us Tiet – Beleven mit Heinrich Kunst. Isensee, Oldenburg 1998, ISBN 3-89598-537-6.
- An’t open Füür, (Anthologie). Isensee, Oldenburg 1998, ISBN 3-89598-569-4.
- mit Angelika Janßen, Sigrid Koolen: Worum de Poggen nich mehr fleegt. Isensee, Oldenburg 2000, ISBN 3-89598-686-0.
- Wiefelstede – Unsere Gemeinde gestern und heute. Isensee, Oldenburg 2001, ISBN 3-89598-805-7.
- mit Angelika Janßen, Sigrid Koolen: Worum de Wippsteerten mit de Steerten wippt. Isensee, Oldenburg 2003, ISBN 978-3-89995-015-1.
- Festschrift 50 Jahre Ortsbürgerverein Wiefelstede, Wiefelstede 2003.
- 950 Jahre Kirche in Wiefelstede, Oldenburg 2007, ISBN 978-3-89995-413-5.
- Metjendorf und umzu – Eine Bauerschaft im Wandel, Oldenburg, 2007, ISBN 978-3-89995-438-8.
- An’t open Füür – Dat tweete Book, (Anthologie), Oldenburg 2008, ISBN 3-89598-569-4.
- Heini un Fidi van’n Stau (Fritz Hibbeler), Oldenburg 2011, ISBN 978-3-89995-786-0.
- Wiefelsteder Geschichte(n), Oldenburg 2015, ISBN 978-3-7308-1224-2.
- Up'n Padd, Oldenburg 2022, ISBN 978-3-7308-1937-1.